# Clase Nelson
La clase Nelson fue una serie de dos acorazados únicos, el HMS Nelson y el HMS Rodney, construidos para la Royal Navy en la década de 1920. Estos buques representaron una innovación significativa en el diseño naval británico durante el período de entreguerras y fueron concebidos bajo las estrictas limitaciones impuestas por el Tratado Naval de Washington de 1922. El tratado limitaba el desplazamiento de los nuevos buques capitales a 35 000 t y restringía el calibre de sus cañones principales a un máximo de 16 plg (406 mm).
Después de la Primera Guerra Mundial, las principales potencias navales del mundo buscaban evitar una costosa carrera armamentista naval. Como resultado, el Tratado Naval de Washington fue firmado en un esfuerzo por limitar el tonelaje y el armamento de los buques de guerra. Para la Royal Navy, el reto consistía en diseñar acorazados que cumplieran con las restricciones del tratado, pero que aún fueran capaces de enfrentar a las flotas de otras naciones.
La clase Nelson fue la respuesta británica a este desafío. Los diseñadores navales adoptaron una configuración poco convencional para maximizar la potencia de fuego dentro de los límites de peso permitidos. Las principales características distintivas de estos acorazados fueron la disposición de sus cañones principales, con todas las torretas ubicadas en la parte delantera del buque, y un cinturón blindado concentrado alrededor de las áreas más vitales. Esta disposición permitió reducir la longitud del blindaje requerido y, por ende, el desplazamiento total, optimizando los recursos disponibles.
El HMS Nelson fue botado el 3 de septiembre de 1925, seguido por su buque hermano, el HMS Rodney, el 17 de diciembre de 1925. Nombrados en honor a dos de los más célebres almirantes de la historia naval británica, Horatio Nelson y George Brydges Rodney, estaban destinados a convertirse en símbolos del poder naval y la resiliencia británica. La construcción y el diseño de estos buques fueron llevados a cabo en los astilleros de Armstrong Whitworth y John Brown & Company, respectivamente, conocidos por su capacidad para producir buques de guerra avanzados.
Pese a los compromisos de diseño inherentes a las restricciones del tratado, los acorazados de la clase Nelson eran considerados formidables adversarios en el mar. Estaban armados con nueve cañones de 16 pulgadas (406 mm) dispuestos en tres torretas triples, un cañón secundario de múltiple calibre y una compleja red de defensas antiaéreas. El diseño concentrado de los cañones principales no solo facilitaba un gran poder de proyección de fuerza, sino también una significativa reducción del peso del blindaje.
Durante su servicio, tanto el HMS Nelson como el HMS Rodney desempeñaron roles cruciales en la Segunda Guerra Mundial. El Nelson participó en múltiples operaciones en el Mediterráneo y el Atlántico, mientras que el Rodney es particularmente conocido por su papel en la caza y destrucción del acorazado alemán Bismarck en 1941. En esta confrontación, el Rodney lanzó una serie de ataques devastadores que jugaron un papel crucial en la neutralización del Bismarck.
A lo largo de su servicio, los buques de la clase Nelson demostraron ser plataformas de combate robustas y confiables, capaces de soportar y recuperarse de daños significativos. Su resistencia y capacidad de combate, combinadas con su diseño innovador, los convirtieron en un activo valioso para la Royal Navy durante uno de los períodos más turbulentos de la historia naval moderna.